# Lipowa (Sainte-Croix)
Pour les articles homonymes, voir Lipowa.
Lipowa est une localité polonaise de la gmina et du powiat d'Opatów en voïvodie de Sainte-Croix.